# ثورة العبيد (763)
ثورة العبيد أو ثورة السُّودان (146هـ / 763م) هي ثورة شَّنها العبيد في المدينة المُنوَّرة في وجه الخلافة العبَّاسية بسبب سوء إدارة الوالي عبد الله بن الرَّبيع الحارثي وفساد جنده في السُّوق، غير أنها انتهت بإخمادها سلميًا، وقيام الوالي بقتل زعمائها لاحقًا.

## خلفية الأحداث
بعد قضاء الخليفة المنصُور على ثورة النَّفس الزكيَّة في المدينة المُنوَّرة وتمكن جيشه من قتله في 14 رمضان سنة 145هـ / 5 ديسمبر 762م، تولَّى عبد الله بن الرَّبيع الحارثي ولاية المدينة، ووصلها في 25 شوَّال 145هـ / 15 يناير 763م، وتشير سياق الروايات، إلى نيته تنفيذ حملة تأديبيَّة عقابًا على خروج أهل المدينة واصطفاف بعضهم حول النَّفس الزكيَّة بهدف كسر نفوسهم، وبدأ جنوده في الإفساد والاعتداء على أهلها، فكان بعضهم يشتري شيئًا دون دفع ثمنه وقد يسل سيفه في وجه التاجر. انطلق وفد من أهل المدينة بالشكوى إلى ابن الرَّبيع إلا أنه نهرهم وشتمهم ولم يكترث لهم، مما زاد من فساد الجنود، فانتهبت بضائع من السُّوق.

## نشوب الثورة ونهايتها
بدأت الأحداث تتصاعد حين قام أحد جنود الوالي بالاعتداء على أحد الصرَّافين بهدف نهبه، فاستغاث بالناس فضربوا الجندي وأصحابه حتى استخلصوا ما نهبوه من الأموال، ثم حدث أن اشترى أحد الجنود لحمًا من جزار دون دفع ثمنه، فطعنه الجزَّار وانضم إليه الجزارون وقتلوه. تفاقمت الأزمة حين دخل طرف جديد في المشهد، وكانوا العبيد السُّودان بزعامة ثلاثة منهم هم وثيق، ويعقل، وزمعة، فقد تذمروا وتعصَّبوا لمواليهم، فانتفضوا ثائرين في ذي الحجَّة 145هـ / فبراير أو مارس 763م، وبدأوا تنفيذ عمليات اغتيال واسعة لجنود عبد الله بن الرَّبيع وترصَّدوهم في الطرقات. كان العبيد مُتماسكين في ثورتهم، ولديهم وسائل تفاهم خاصَّة بينهم، فكان أحدهم يحمل ما استطاع من سلاح أو عصا ليشارك في كفاحهم حين يسمع صوت البوق.
لم يجد ابن الرَّبيع أمام تفاقم الأوضاع سوى الهرب في إحدى الليالي، لتُصبح المدينة دون والٍ، فنهب العبيد ما وجدوه من بضائع تابعة للخليفة وباعوها، ثم أخرجوا أبو بكر بن أبي سبرة من السجن - وهو أحد أنصار النَّفس الزكيَّة - ليكون واليًا على المدينة، فحكمها بالتعاون مع أعيانها وأشرافها، ثم كانت خطتهم أن يقوموا بتهدئة العبيد خوفًا على المدينة وأهلها، فخروج ثورتين في نفس العام وفي نفس المدينة سيكون خطرًا للغاية، فذهبوا إليهم وقالوا: «مرحبًا بموالينا، والله ما قمنا إلا أنفة مما عُمل بكم، فأمرُنا إليكم»، وطلبوا منهم المجيء إلى المسجد النَّبوي لما كان فيه من ضبطهم ومنعهم عن إحداث الشر لحُرمة المكان وقُدسيَّة مقام النبي مُحمَّد. خطب ابن أبي سبرة فيهم وحثَّهم على الطاعة، فقبلوا. وفي وقت العشاء من ذلك اليوم، تقدَّم الأصبغ بن سفيان بن عاصم بن عبد العزيز بن مروان الأموي للصَّلاة، فلما استوت الصُّفوف أقبل عليهم بوجهه ونادى بأعلى صوته: «أنا فلان بن فلان أصلي بالناس على طاعة أمير المؤمنين» قاصدًا بذلك الخليفة المنصُور وصلَّى بهم لتنتهي ثورتهم سلميًا. عاد ابن الرَّبيع واليًا على المدينة وقتل وثيق ويعقل زُعماء العبيد. استمر ابن الرَّبيع على ولايته حتى عزله المنصُور سنة 148هـ / 765م، وعين بدلًا منه الأمير جعفر بن سُليمان.

### فهرس المنشورات
1. ↑  إلهامي (2013)، ص. 305-306.
2. 1 2  إلهامي (2013)، ص. 318-319.
3. 1 2 3  ابن الأثير (2005)، ص. 817.
4. ↑  إلهامي (2013)، ص. 319.
5. ↑  ابن الأثير (2005)، ص. 825.

### معلومات المنشورات كاملة
الكتب مرتبة حسب تاريخ النشر
- ابن الأثير الجزري (2005)، الكامل في التاريخ، مراجعة: أبو صهيب الكرمي، عَمَّان: بيت الأفكار الدولية، OCLC:122745941، QID:Q123225171
- محمد إلهامي (2013)، العباسيون الضعفاء: الخلافة العباسية تحت السيطرة العسكرية والبويهية، رحلة الخلافة العباسية (2) (ط. 1)، القاهرة: مؤسسة اقرأ، OCLC:908114751، QID:Q126202694